# Congrès de Milan
Le Congrès de Milan, troisième congrès international pour l'amélioration du sort des sourds, a eu lieu à Milan du 6 au 11 septembre 1880. Bien qu'il n'ait aucune valeur exécutive, il débouche sur l'adoption en Europe des méthodes d'enseignement oral, au détriment de la langue des signes. Seuls les pays anglo-saxons continuent à défendre celle-ci.

## Le congrès
Le premier congrès s'est déroulé à Paris, lors de l'Exposition universelle de 1878 et le deuxième congrès se situe à Lyon en 1879. Celui de Milan est composé de spécialistes de l’enseignement pour les Sourds, essentiellement italiens (le congrès se passe en Italie) et français (les premier et deuxième congrès avaient eu lieu en France), les autres représentants internationaux étant minoritaires (des Allemands, des Suisses, des Anglais, des Scandinaves et des Américains).
Sur plus de 255 participants, seuls trois sourds sont présents, dont deux sourds français. Aucun interprète n'a été prévu pour eux, même si les débats sont traduits en italien, en allemand, en anglais et en français.
Le congrès est organisé à l'initiative de défenseurs de la méthode orale français et italiens (qui ne sont pas tous d'accord sur la place à accorder à la langue des signes dans cette méthode, certains voulant la conserver pour les premières années d'apprentissage, d'autres uniquement pour converser entre professeurs et élèves, d'autres enfin souhaitant la proscrire car ils pensent que son apprentissage empêcherait les sourds d'accéder à l'oral). Les organisateurs ont comme projet de faire adopter une méthode unique dans leur pays, les Italiens souhaitant en outre sensibiliser leur gouvernement sur la nécessite d'instruction des sourds (la loi sur l'obligation scolaire a été votée en 1877 mais elle ne concerne pas les sourds). 
Les débats sont précédés de démonstrations sur la méthode orale dans les deux institutions milanaises. Même si quelques voix, principalement anglo-saxonnes, se font entendre pour défendre le maintien de la langue des signes, la majorité des congressistes conclut à la nécessité de promouvoir la méthode orale, en proscrivant la langue des signes.

### Participants
| Pays       | Sièges |
| ---------- | ------ |
| Italie     | 156    |
| France     | 66     |
| Angleterre | 12     |
| Allemagne  | 8      |
| États-Unis | 6      |
| Belgique   | 1      |
| Suisse     | 1      |
| Canada     | 1      |
| Russie     | 1      |
| Suède      | 1      |
| Total      | 253    |

Le congrès rassemble cent-cinquante-six Italiens, soixante-six Français, douze Anglais, huit Allemands, six Américains, un Belge, un Suisse, un Canadien, un Russe et un Suédois. On ne compte parmi eux que trois sourds : deux Français, Joseph Théobald et Claudius Forestier, et un Américain, James Dension.

## Les huit résolutions
« 
1. La Convention, considérant l'incontestable supériorité de l'articulation sur les signes pour rendre le sourd-muet à la société et lui donner une connaissance plus complète de la langue, déclare que la méthode orale doit être préférée à celle des signes dans l'éducation et l'instruction des sourds-muets.
Adoptée 160 à 4
2. La Convention, considérant que l'usage simultané de l'articulation et des signes a l'inconvénient de nuire à l'articulation, à la lecture labiale et à la précision des idées, déclare que la méthode purement orale doit être préférée.
Adoptée 150 à 16
3. Considérant qu'un grand nombre de sourds et muets ne reçoivent pas les bénéfices de l'instruction, et que cette situation est due à l'impuissance des familles et des institutions, recommande que les gouvernements prennent les mesures nécessaires pour que tous les sourds et les muets soient éduqués.
Adoptée à l'unanimité.
4. Considérant que l'enseignement des sourds parlants par la méthode purement orale doit ressembler le plus possible à celle de ceux qui entendent et parlent, déclare :
a) Que le moyen le plus naturel et efficace par lequel les sourds parlants peuvent acquérir la connaissance du langage est la méthode « intuitive », savoir, celle qui consiste à présenter, d'abord par la parole, puis par écrit, les objets et les faits qui sont placés devant les yeux des élèves.
b) Que dans la première période, ou période maternelle, le sourd-muet doit être conduit à l'observation des formes grammaticales par des exemples et des exercices pratiques, et que dans la seconde période il doit être aidé à déduire de ces exemples les règles grammaticales, exprimées de la façon la plus simple et la plus claire.
c) Que les livres, écrits avec des mots et des formes de langue connues des élèves, peuvent leur être mis dans les mains à n'importe quel moment.
Motion adoptée.
5. Considérant le besoin de livres suffisamment élémentaires pour aider le développement graduel et progressif de la langue, recommande que les professeurs du système oral se consacrent eux-mêmes à la publication d'œuvres spéciales sur le sujet.
Motion adoptée.
6. Considérant les résultats obtenus par les nombreuses enquêtes menées sur les sourds et muets de tout âge et de toute condition longtemps après qu'ils ont quitté l'école, qui, lorsqu'ils ont été interrogés sur différents sujets, ont répondu correctement, avec une clarté d'articulation suffisante, et lisent sur les lèvres des enquêteurs avec la plus grande facilité, déclare :
a) Que les sourds et muets instruits par la méthode purement orale n'oublient pas après avoir quitté l'école la connaissance qu'ils y ont acquise, mais la développent encore plus par la conversation et la lecture, qui ont été rendus si faciles pour eux.
b) Que dans leur conversation avec des personnes parlantes ils font un usage exclusif de la parole.
c) Que la parole et la lecture labiale, loin de se perdre, se développent par la pratique.
Motion adoptée.
7. Considérant que l'éducation des sourds et muets par la parole présente des exigences particulières ; considérant aussi que l'expérience des professeurs des sourds-muets est presque unanime, déclare :
a) Que l'âge le plus favorable pour admettre un enfant muet à l'école est entre huit et dix ans.
b) Que la durée d'enseignement doit être d'au moins sept ans ; mais huit ans serait préférable.
c) Qu'aucun professeur ne peut enseigner efficacement la méthode purement orale à une classe de plus de dix enfants.
Motion adoptée.
8. Considérant que l'application de la méthode purement orale dans les institutions où elle n'est pas encore pratiquée doit être faite de manière prudente, graduelle et progressive pour éviter la certitude d'un échec, recommande : 
a) Que les élèves nouvellement admis dans ces écoles doivent y former une classe particulière, où l'instruction pourra être donnée par la parole.
b) Que ces élèves doivent absolument être séparés des autres trop avancés pour être instruits par la parole, et dont l'éducation sera terminée par les signes.
c) Qu'une nouvelle classe sera formée chaque année, jusqu'à ce que tous les élèves instruits par les signes aient terminé leur éducation.
Motion adoptée. »

## Conséquences

### France
En France la méthode orale est appliquée dès la rentrée d'octobre 1880, car le ministère de l'Intérieur (qui gère les écoles pour sourds) avait déjà en projet de généraliser la méthode orale à tout le territoire dès 1879. En définitive, les conclusions du congrès coïncident donc avec une volonté politique, ce qui n'est pas très surprenant puisque le Congrès a été « voulu par le gouvernement français ». 
Les conséquences pour les sourds sont importantes : les professeurs sourds ne sont plus requis, puisqu'ils sont considérés comme n'étant pas aptes à enseigner la parole, ils sont donc mis à la retraite ou licenciés. Pour les élèves sourds, l'absence de cours de langue des signes et de cours en langue des signes les prive de l'accès à une langue d'apprentissage construite et limite leur pratique, voire, pour ceux qui ne la rencontrent jamais, l'empêche.
Cependant, dès 1900, certains professeurs entendants constatent qu'ils ne peuvent proscrire totalement la langue des signes et tolèrent que les élèves l'utilisent entre eux, ce qui explique sa survivance dans les grands instituts, mais son usage reste tout de même limité. La langue des signes trouve finalement à s'épanouir sur d'autres terrains, comme les terrains de sport.
La loi du 11 février 2005 a mis officiellement fin à l'obligation de la méthode orale pour l'éducation des sourds en France (l'amendement de 1991 avait déjà autorisé les parents à choisir entre une éducation bilingue ou orale uniquement). Désormais, la langue des signes est considérée au même titre que la langue française et les sourds ont le droit de bénéficier d'une éducation en langue des signes dans n'importe quelle école en France.

### États-Unis
Aux États-Unis, la National Association of the Deaf, fondée à Cincinnati le 25 août 1880, continue à défendre la langue des signes américaine. 

### Irlande
Jusqu'en 1957, la langue des signes irlandaise est toujours autorisée dans l'école St. Joseph's School for Deaf Boys, et les Frères refusent d'imposer l'enseignement par oral. Sous la pression d'un évêque, les Frères changent l'enseignement en oral.